# Nicole Mirel
Nicole Mirel est une actrice française, née à Paris en 1941.

## Filmographie
- 1959 : La Jument verte de Claude Autant-Lara : Aline, la bonne des Haudouin
- 1960 : Le Saint mène la danse de Jacques Nahum : Gina
- 1961 : Vive Henri IV... vive l'amour ! de Claude Autant-Lara : Mme de Neri
- 1961 : Léon Morin, prêtre de Jean-Pierre Melville: Sabine Levy
- 1961 : Un Martien à Paris de Jean-Daniel Daninos : Liliane Walter, la jeune femme servant de cobaye à Pierre
- 1962 : Les Ennemis d'Édouard Molinaro : Claudie
- 1962 : Les Sept Péchés capitaux : la starlette
- 1965 : La Famille Hernandez de Geneviève Baïlac : Nicole Chardin